# Jason Motte
Jason Louis Motte (* 22. Juni 1982 in Port Huron, Michigan) ist ein US-amerikanischer Baseballspieler. Er ist Pitcher für die Atlanta Braves. Mit den St. Louis Cardinals gewann er 2011 die World Series.